# コニー・タルボット
コニー・タルボット（Connie Talbot、2000年11月20日 - ）は、イギリスの歌手。2007年に、イギリスで放映されているタレント発掘の公開オーディション番組「ブリテンズ・ゴット・タレント」に6歳で出場。決勝へ進出しポール・ポッツに敗れるが、天使のような笑顔と歌声は感動を与え、一躍有名になる。
彼女の運命を変えるきっかけともなったその番組の模様はYouTubeを通じて世界中に配信され、話題を呼んだ。

## 来歴

### ブリテンズ・ゴット・タレント出場
当初タルボットがブリテンズ・ゴット・タレントのシーズン1に応募したのは、ただ歌うことを楽しむためであったが、サイモン・コーウェルがタルボットを「純粋な魔法（pure magic）」と評し「今年100万ポンドを稼ぐかもしれない」と述べたことで自信を増したという。 タルボットの歌唱は大きなニュースになり、準決勝ではマイケル・ジャクソンの『ベンのテーマ』を歌い決勝に進出。2007年6月17日に行われた決勝では"Over the Rainbow"を歌うも、投票の結果ポール・ポッツに敗れる。
タルボットのパフォーマンスの影響により、シーズン2には多数の子供達が応募した 。シーズン2で優勝した当時14歳のジョージ・サンプソンは、「ポール・ポッツやコニー・タルボットには敵わない」と述べている。

### デビューアルバム"Over the Rainbow"（2007年）
2007年10月、Rainbow Recording社と契約し、デビューアルバム"Over the Rainbow"を11月26日にリリースすることとなった。 リリースを前に、専門家はタルボットが「シャルロット・チャーチの再来」になりうると述べた。 タルボットは学校に通いながら、叔母の寝室でレコーディングを進めることとなった。これについて母親は「コニーの時間を奪わない良い方法」だと語った。 アルバム発売に際し、コニーの母親は「家族は本当に興奮したが、コニーは全く無関心（blase）だった」と述べた。 当初作成された5万枚のアルバムは数日で完売し、さらに12万枚が追加販売されることとなった。
Sharon MawerやNick Levineら専門家からは厳しい評価を受けたものの、アルバムの売れ行きは好調となり、翌2008年6月16日 、クリスマスソングを別の３曲に置き換えて再発売された。 2008年４月から5月にかけ、Over the Rainbowプロモーションのためアジアツアーを行う。このツアーを受け、タルボットの動画のYoutube再生回数は3000万回に達し 、同アルバムは台湾・韓国・香港でチャート1位 、シンガポールで3位となった 。ツアー後、ポーランドのテレビ番組に出演。　2008年10月14日、米国でも同アルバムがリリース、全世界では25万枚以上の売り上げを記録した。
また、同アルバムからシングルカットされた"Three Little Birds"はビルボードホットシングルチャート1位、全英チャートで35位に入り、全英チャートインの最年少記録保持者として2009年度のギネスブックに登録された。

### Christmas Album（2008年）、Holiday Magic（2009年）
2008年11月24日、アルバムConnie Talbot's Christmas Albumをリリース。本人のウェブサイト上では、「古典的なクリスマス音楽と現代のクリスマス曲のミックス」とされていた。12月18日には、ドキュメント番組Christmas with ConnieがITVで放送された。さらに、韓国梨花女子大学校での公演 やベルリンでのチャリティ番組”A Heart for Children”での公演 を含むワールドツアーを行った。12月中旬に帰宅し、「家族で静かなクリスマス」を過ごした。
2009年4月、"I Will Always Love You"のカバーシングル宣伝のため渡米。このシングルは"You Raise Me Up"とのカップリングで4月7日に米国で発売された。この間Fox Broadcasting Company社WNYWの番組Good Day New Yorkに出演。
３枚目のアルバム"Connie Talbot's Holiday Magic"を2009年10月に英国で、11月30日に米国でリリース。米国ではこのアルバムは貧困世帯の子供達のために玩具を配るNGO団体Toys for Totsのキャンペーンのために捧げられ、タルボット自身も同団体の大使に任命されたことに対し、同団体のヴァイス・プレジデントBill Greinが賛辞を寄せている。
2009年11月から12月にかけて米国公共放送チャンネルであるWVIAでアルバム名を冠した番組Holiday Magicに出演。 後に、"Holiday Magic"収録曲に"What a Wonderful World" と "Over the Rainbow"を加えたDVDがリリースされた。

### 2010年以降
2010年、韓国で開催されたG20サミット特別コンサートに出演。
2011年、中国春節の時期に同国の全国放送テレビ番組に出演。 この模様についてデイリー・メールのKathryn Knightは、「コニーのYouTube動画の再生回数は3億回を超え、特に極東では一種のイコン（icon）となった。日本・台湾・韓国・中国・ブラジル・メキシコ・米国でもコニーはスターとなり、世界中で人気を獲得した」と述べている。 この番組の視聴者数はおよそ4億人に達した。
2011年11月、自身が7歳の時に作詞したシングル"Beautiful World"をiTunes上でリリース。YouTubeにアップロードされたミュージックビデオは、この日世界で39番目に視聴者数の多いYouTube動画となった。
2012年3月、7000人の小学生からなるコーラスYoung VoicesとO2アリーナで共演、共演したバックコーラス人数の世界記録を更新した。この公演は英国全土で行われ、癌に罹患した子供のためのチャリティ組織であるCLIC Sargent援助に貢献した。
2012年9月、香港Evolution社と契約。同年12月には同社レーベルEvosoundから自身４枚目となるアルバム"Beautiful World"を日本を含むアジアでリリース。香港、台湾、フィリピン、インドネシアでアルバム名を冠したツアーを行い2012年を締めくくった。
2013年、英国ウォルソールで開催されたアフリカン・チルドレンズ・クワイア（African Children's Choir）のコンサートにゲスト出演し、同団体の大使への任命とコニーの名を冠した学校の設立がアナウンスされた。
2014年4月、韓国セウォル号沈没事故を受け、同国ソウルおよびオサンでツアーを行う。コンサートでは乗客の帰還を願うイエローリボンが掲げられ、その収益の一部は被害者家族支援のために寄付された。
2016年3月25日、5枚目のアルバム"Matters To Me"を全世界でリリース。収録曲の半分以上はタルボットの自作または共作となっている。
また、2010年以降、次々と自身のYouTubeチャンネルにカバー曲・オリジナル曲をアップロードしている。カバーには、アデル、ケイティ・ペリー、ブルーノ・マーズらの曲が含まれている。2012年2月に死去したホイットニー・ヒューストンへの追悼としてアップロードした"Run to You"のカバーは世界中の注目を集めた。2018年には、クイーンの代表曲ボヘミアン・ラプソディのカバーをアップロード。
2018年9月、音楽に専念するため高校を退学することを自身のTwitter上で表明。

## 私生活
コニー・タルボットはイングランドのウェスト・ミッドランズ州ストリートリーに住み、地域の公立小学校に通っていた。家族は母シャロン、財産保全技士の父ギャビン、兄ジョシュ、姉モリー。両親は、コニーが有名になったことにともなう闇の一面も語った。一家は電話番号をかえ、娘のためにボディーガードを雇った。

## ディスコグラフィ

### アルバム
| タイトル                        | レーベル              | 発売日         |
| ------------------------------- | --------------------- | -------------- |
| Over the Rainbow                | Rainbow Recording     | 2007年11月26日 |
| Connie Talbot's Christmas Album | Rainbow Recording     | 2008年11月24日 |
| Connie Talbot's Holiday Magic   | AAO Music             | 2009年10月20日 |
| Beautiful World                 | Evosound              | 2012年12月26日 |
| Matters to Me                   | Evolution Music Group | 2016年3月25日  |

### ミニアルバム
| タイトル | レーベル | 発売日         |
| -------- | -------- | -------------- |
| Gravity  | Evosound | 2014年11月17日 |

### シングル
| タイトル               | レーベル                     | 発売日         |
| ---------------------- | ---------------------------- | -------------- |
| Three Little Birds     | Rainbow Recording            | 2008年6月10日  |
| I Will Always Love You | Universal Music Ireland      | 2009年6月12日  |
| Beautiful World        | Sitting Duck Music and Media | 2011年11月22日 |
| Sail Away              | Group III Management         | 2012年5月25日  |
| Heroes                 |                              | 2014年         |
| Lay Me Down            |                              | 2015年         |
| Shut Up (Move On)      | Evolution Media              | 2016年2月19日  |
| P.S.                   | Evolution Media              | 2016年3月25日  |
| Castle on the Hill     | CTL Recordings               | 2017年1月28日  |
| Clown                  | CTL Recordings               | 2017年1月31日  |
| Good to Me             | CTL Recordings               | 2017年4月28日  |
| Never Give Up on Us    | unit:two                     | 2019年8月31日  |

### 参加作品
| タイトル                      | 概要                 | 発売日        |
| ----------------------------- | -------------------- | ------------- |
| Sucker                        | Boyce Avenueとの共演 | 2019年4月16日 |
| Can You Feel the Love Tonight | Boyce Avenueとの共演 | 2019年5月24日 |